# Codex Vaticanus 2061
Codex Vaticanus 2061 designado por 048 (Gregory-Aland), α 1 (von Soden), é um manuscrito uncial grego dos quatro evangelhos, datado pela paleografia como sendo do século V.
Actualmente acha-se no Biblioteca do Vaticano (Gr. 2061) em Roma.

## Descoberta
Contém 21 folhas (30 x 27 cm) dos Atos dos Apóstolos, Epístolas católicas e Epístolas paulinas, e foi escrito em uma coluna por página, contendo 40-41 linhas cada, 12-15 cartas por linha.
Ele não contém respiração e acentos.
Ele é um palimpsesto.

## Texto
O texto grego desse códice é um representante do Texto-tipo Alexandrino. Aland colocou-o na Categoria II.